# Kinect 運動大會：對抗賽
是一款由Rare开发并由微软工作室发行的Xbox One獨佔運動電子遊戲。該遊戲屬於Kinect運動大會系列，是該系列的第三部作品。該遊戲原定於2013年4月8日發行，但之后微软在E3 2013新闻发布会上宣布該游戏将于2014年4月8日发行。《Kinect 運動大會：對抗賽》採用Xbox One遊戲機和Kinect 2.0硬件進行遊戲。
該遊戲在發布後收穫了褒貶不一的評價，水上摩托車、保齡球和攀岩模式及掃描玩家身體來設計遊戲角色的功能獲得評論家的讚美，但足球、網球和射擊賽事及遊戲難度受到批評。該遊戲的銷量不如預期，Eurogamer的一份報導指出，Rare因《Kinect 運動大會：對抗賽》而面臨慘重的損失。微軟也因該遊戲而意識到了Kinect的失敗，便不再為Kinect開發遊戲。

## 遊戲玩法
該遊戲具有不同的運動項目可供玩家玩耍，例如保齡球、攀岩、足球、打靶射擊、網球及水上摩托車。每種運動項目都有單人（與電腦比賽）、多人及快速挑戰三種模式。《Kinect 運動大會：對抗賽》還設有「Kinect 運動大會：對抗賽社交中心」，讓玩家與網路上的其他玩家分享自己的成績、服裝及照片。在遊戲中還可使用比賽中獲得的金錢來購買配備、道具及裝扮角色。此外，《Kinect 運動大會：對抗賽》還包含了掃描玩家身體來設計遊戲人物的功能，其感應器亦能追蹤細微的動作及玩家的表情。
在保齡球賽事中，玩家需先用手抓取保齡球，接著將球往球瓶滾過去，較高分者獲勝。在該賽事中，玩家可做出不同手勢來打出不同花樣的球。在攀岩裡，玩家需移動四肢至欲攀爬的位置，較早抵達終點者獲勝。網球模式裡，玩家以手為拍與對手打球，較高分者獲勝。在足球模式中，玩家須透過傳球獲得射門得分的機會，較高分者獲勝。打靶射擊裡，玩家需先取槍，接著擺出射擊的姿勢瞄準靶子射擊，較高分者獲勝，而水上摩托車賽事中，玩家則須躲避各種障礙物，抵達終點。

## 開發與發布

《Kinect 運動大會：對抗賽》包含掃描玩家身體來設計遊戲人物的功能。

該遊戲屬於Kinect運動大會系列，是該系列的第三部作品。《Kinect 運動大會：對抗賽》共有150名員工參與開發作業。該遊戲由新的Xbox One遊戲機和Kinect 2.0硬件支援。《Kinect 運動大會：對抗賽》製作商Rare的領導人克雷格·鄧肯（Craig Duncan）在接受《富比世》採訪時表示，「我們與Xbox One團隊合作，進一步將《Kinect 運動大會：對抗賽》做得更自然——讓它更好看，更好玩，增添更多的深度及精確度」。該遊戲的旁白為大衛·田納特。
原先的發行日期為2013年4月8日，為Xbox One的首發遊戲之一，但之後微軟在E3 2013新闻发布会上宣布該游戏将于2014年4月8日发行，以完善《Kinect 運動大會：對抗賽》。前Rare設計師蓋文·普萊斯（Gavin Price）於2015年評論該遊戲的開發歷程時說道「在《Kinect 運動大會：對抗賽》的開發過程中，Kinect有點像是突然被丟棄了。我想部分原因是我們錯過了發售日期——這對我們沒有任何好處！不過我們總算能在Xbox One上市時做出水上摩托車的測試版，而且我們也有自己的雲端實體化系統，能用面部掃描創建出玩家的頭像」。微軟推派《Kinect 運動大會：對抗賽》與其他22款遊戲參加在日本千葉幕張展覽館舉行的2014年東京電玩展（TGS）。

## 音樂
| 《Kinect 運動大會：對抗賽》曲目列表 | 《Kinect 運動大會：對抗賽》曲目列表 | 《Kinect 運動大會：對抗賽》曲目列表 |
| 曲序                                | 曲目                                | 作曲                                |
| ----------------------------------- | ----------------------------------- | ----------------------------------- |
| 1.                                  | 活著（）                            | 太陽帝國                            |
| 2.                                  | 為我準備好了嗎（Are You Ready For Me）                  | 未知（）                            |
| 3.                                  | 寶貝我打給地獄（Baby I Call Hell）                  | 蒂凡麗樂團                          |
| 4.                                  | 碰撞（）                            | 新血霍克                            |
| 5.                                  | 過來拿（Come And Get It）                          | 未知                                |
| 6.                                  | 感覺多接近                          | 凱文·哈里斯                         |
| 7.                                  | 永遠（）                            | 沃爾夫岡·加特納                     |
| 8.                                  | 金色塵埃                            | DJ佛瑞許                            |
| 9.                                  | 髂骨（）                            | 艾力克斯·麥崔克與馬克·亞德利        |
| 10.                                 | 我們走                              | 凱文·哈里斯                         |
| 11.                                 | 愛情線（Loveline）                          | 布魯克斯兄弟                        |
| 12.                                 | 我與你                              | 尼羅雙電組                          |
| 13.                                 | 超時（）                            | 錢錢三人組                          |
| 14.                                 | 正確行動                            | 法蘭茲·費迪南                       |
| 15.                                 | 火燃起（Start A Fire）                          | 麥迪遜                              |
| 16.                                 | 華麗色彩                            | 馬德翁                              |
| 17.                                 | 技術                                | 傻瓜龐克                            |
| 18.                                 | 是時候兌現了（Time To Realize）                    | 勒梅崔                              |
| 19.                                 | 叫醒我                              | 艾維奇                              |
| 20.                                 | 我們只能活到今天                    | 納特斯基                            |
| 21.                                 | 我心所向（Where I Really Want To Go）                        | 楊·倫敦（Young London）                         |

## 反響

### 評價
《Kinect 運動大會：對抗賽》在發布後收穫了褒貶不一的評價。根據評分匯總網站Metacritic的統計，該遊戲獲得了64.18/100的分數。IGN的布萊恩·艾伯特（Brian Albert）給予該遊戲7.3分（滿分10分）的評價，稱讚了水上摩托車和保齡球的操作靈敏度及攀岩賽事。他還特別褒獎了遊戲中掃描臉部來設計遊戲人物的功能，但也批評在玩網球的時候得提早揮動球拍才能打到球，且玩足球時「很難把球傳給隊友」。
GamesRadar的理查·葛瑞沙姆（Richard Grisham）給該遊戲3顆星（滿分5顆）的評價，認為《Kinect 運動大會：對抗賽》在各方面都非常有趣，其藝術風格也很棒，但批評了部分有關操作的問題。此外，葛瑞沙姆表示自己不怎麼喜歡攀岩和足球模式，不過認為掃描玩家身體來設計遊戲人物的功能「簡單又快速，令人印象深刻」。他還讚揚了該遊戲的旁白，但認為「過場動畫與角色很快就令人厭煩了」。
Polygon的評論家丹尼爾·倫多（Danielle Riendeau）也稱讚了掃描玩家以設計遊戲角色的部分，但批評《Kinect 運動大會：對抗賽》的加載時間及過場動畫過於「冗長」。倫多還大大批評了故事內容及「教練」功能，並稱後者為「邪惡至極的壞蛋，我得一而再再而三地聽著他那刻薄的教學課程」。此外，倫多指出，遊戲中的「社交中心」能讓玩家想繼續玩下去，但仍無法補足遊戲中最基本的缺陷。
《衛報》的威爾·費里曼（Will Freeman）打出了3顆星（滿分5顆）的評價，稱讚了攀岩模式，但對於遊戲的操作予以負評。Engadget的傑西卡·康迪特（Jessica Conditt）給出了2顆星（滿分5顆）的負評，並批評了遊戲中的「教練」功能及足球、網球和射擊賽事的操作。她表示，《Kinect 運動大會：對抗賽》「簡單至極」，不過幸好有多人模式來補救；但多人模式同時也帶來了許多問題。

### 銷量
該遊戲的銷量不如預期。Eurogamer的一份報導指出，Rare因該遊戲而面臨慘重的損失。《Kinect 運動大會：對抗賽》慘澹的反響導致15名Rare開發者被解雇，微軟也意識到了Kinect的失敗，並從此放棄讓Xbox One與Kinect一同販賣。微軟亦不再為Kinect開發遊戲了。